# Paolo Tonti
Paolo Tonti (Cerignola, 1785 – Cerignola, 7 marzo 1855) è stato un agronomo e filantropo italiano.
Detentore di un immenso patrimonio, dispose che alla sua morte gran parte delle sue fortune fosse destinata alla costruzione della nuova cattedrale di Cerignola, edificata fra il 1873 e il 1934 e nota oggi come "duomo Tonti".

## Biografia
Era l'unico figlio maschio  di Francesco Paolo, proprietario terriero di origine coratina che aveva preso in affitto vasti appezzamenti, coltivandoli a grano e avena e destinandoli in parte all'allevamento bovino, ovino ed equino e di Carmela Durante, appartenente al ceto possidente di Cerignola che gli aveva portato una ricca dote. 
Trasferitosi in giovane età da Cerignola a Napoli presso uno zio, ivi ebbe un'educazione rivolta più alle occasioni della sociabilità che all'acquisizione di una professionalità specifica.
Alla prematura morte del padre, nel 1803, Francesco ne ereditò tutti i beni per un valore di 300.000 ducati fra terreni, masserie e proprietà immobiliari, prevalendo con una lunga vertenza giudiziaria sulle aspirazioni delle due sorelle e di uno zio canonico. 
Nel 1804 sposò Maria Aloisia Chiomenti, figlia appena tredicenne di un ricco commerciante di Cerignola. Pochi mesi dopo la coppia si separò. Pretesto furono i modi rozzi del Tonti, ma un ruolo non secondario fu giocato dal tentativo di suo suocero di servirsene per alcuni affari nella città di Napoli. Descritto come superbo, fiero, astuto, orgoglioso, privo di cultura, infatti a stento era in grado di esprimersi in italiano ma si avvaleva del suo denaro. Viveva in gran lusso, conducendo per lunghi periodi vita mondana a Napoli, dove si era trasferita sua sorella. Aveva come passatempo quello di ostentare la sua ricchezza e frequentava ristoranti e caffè dove spesso pagava il conto per gli avventori occasionali.Qui gli fu attribuito il nomignolo di Signore di Cerignola.
Come il padre, si dedicò all'agricoltura e all'allevamento e, grazie ad una serie di annate favorevoli, poté accumulare una fortuna di circa 500.000 ducati. Per la sua spregiudicatezza nel condurre gli affari fu a più riprese coinvolto in vicende giudiziarie che determinarono arresti e sequestri di beni.
Grazie al suo potere economico, fu nominato presidente del consiglio provinciale di Foggia.
Alla sua morte, avvenuta il 7 marzo 1855, lasciò ai poveri la maggior parte del suo patrimonio. Nel testamento, redatto il 3 marzo, pochi giorni prima della morte, destinò 100.000 ducati per la costruzione di una nuova cattedrale nella città di Cerignola e nominò esecutori testamentari il vescovo della diocesi e l'Intendente della Provincia .